# Mélanie Coste
Mélanie Coste (Burdeos, 31 de marzo de 1976) es una actriz pornográfica francesa retirada.

## Biografía
Coste, nombre artístico de Delphine Dequin, nació en marzo de 1976 en la ciudad de Burdeos, en la región de Nueva Aquitania. Comenzó a trabajar en la agencia de viajes Accor hasta el año 2001, cuando se postula para un concurso de fotos amateur del magazine Hot Vidéo. Acaba ganándolo y realizó una sesión fotográfica con el profesional Chrisophe Mourthé.
En 2002, entra en la industria pornográfica, a los 26 años de edad. Ese año firma un contrato de exclusividad con la productora Marc Dorcel. En 2003 decide no renovar ese contrato para quedar como agente libre y trabajar con empresas como Blue One.
Como actriz ha grabado películas para productoras como Marc Dorcel Fantasies, Wicked, Colmax, Blue One o H2 Video.
En 2003, gana el premio a la Mejor actriz francesa en los Venus Award.
Durante dos años consecutivos (2004 y 2005) recibe sendas nominaciones a la Artista femenina extranjera del año en los Premios AVN.
Decidió retirarse de la profesión en 2004, 2 años después de entrar, con algo más de 20 películas grabadas.
Algunos títulos de su filmografía son A Night at the Bordello, A Night With Melanie, Best of Sex in Paris, Hot Frequency, Hot Sex In Saint Tropez, Liar, No Limit, Paparazzi Scandal o Scent of Desire.

## Premios y nominaciones
| Año  | Ceremonia   | Resultado | Premio                              | Trabajo |
| ---- | ----------- | --------- | ----------------------------------- | ------- |
| 2003 | Venus Award | Ganadora  | Mejor actriz francesa               | —       |
| 2004 | Premios AVN | Nominada  | Artista femenina extranjera del año | —       |
| 2005 | Premios AVN | Nominada  | Artista femenina extranjera del año | —       |